# Elsnig
Elsnig è un comune di 1.620 abitanti della Sassonia, in Germania.
Appartiene al circondario (Landkreis) della Sassonia settentrionale (targa TDO) ed è parte della comunità amministrativa (Verwaltungsgemeinschaft) di Dommitzsch.